# 69 Stereo

Ver: Todos os Álbuns de estúdio

69 Stereo é o décimo álbum de estúdio da banda portuguesa de rock UHF. Editado em novembro de 1996 pela BMG.
A faixa "Foge Comigo Maria" foi selecionada para single de apresentação  e revelou-se uma aposta ganha. Tornou-se o tema de maior sucesso do álbum e um êxito na rádio. A canção apresenta uma sonoridade Lou Reed ligth, e foi composta por António Manuel Ribeiro num momento ímpar de inspiração, que o autor a define como: "Essa amante bela e secreta que me visita, mete a chave à porta e entra quando quer". Em janeiro de 1997, foi lançado o segundo single com o tema "O Povo do Mundo". Trata-se de uma canção de intervenção – com apoio da UNICEF e da Amnistia Internacional – que se assume como manifesto contra a universal estupidez consciente do racismo, xenofobia e intolerância religiosa, que tardam em desaparecer da sociedade. Uma canção ao nível dos clássicos da banda, com a gaita de foles do convidado Paulo Marinho a reforçar o tom de otimismo e universalismo do tema. Destaque para a participação da também convidada Né Ladeiras no faixa "Amor Perdi", e para a versão do clássico "The Passenger" de Iggy Pop.
Trata-se de um álbum de afirmação e de crença. Para o jornalista e crítico musical Fernando Magalhães, o álbum 69 Stereo é: "rock and roll de barba rija, com cara de mau e a piscar o olho aos anos 70, desta estereofonia na posição 69, uma das produções, com assinatura de António Manuel Ribeiro, mais sofisticadas de sempre dos UHF". Considerado o melhor álbum de rock do ano de 1996 para o jornal Público.

## Lista de faixas
O disco compacto é composto por doze faixas em versão padrão. António Manuel Ribeiro partilha a composição de alguns temas com os restantes membros da banda. O tema "The Passenger" é da autoria de Iggy Pop e Ricky Gardiner.
| CD             |                                  |                                                                           |         |  |
| N.º            | Título                           | Compositor(es)                                                            | Duração |  |
| 1.             | "O Povo do Mundo"                | António M. Ribeiro                                                        | 4:20    |  |
| 2.             | "Amor Perdi" (feat. Né Ladeiras) | António M. Ribeiro                                                        | 4:13    |  |
| 3.             | "The Passenger"                  | Iggy Pop / Ricky Gardiner                                                 | 5:08    |  |
| 4.             | "Sangue"                         | António M. Ribeiro / Rui Padinha                                          | 4:15    |  |
| 5.             | "O Primeiro Concerto"            | António M. Ribeiro / Fernando Delaere                                     | 3:51    |  |
| 6.             | "Velhos Amigos (onde estais)"    | António M. Ribeiro                                                        | 5:04    |  |
| 7.             | "Foge Comigo Maria"              | António M. Ribeiro                                                        | 3:46    |  |
| 8.             | "Na Luz da Noite"                | António M. Ribeiro                                                        | 5:15    |  |
| 9.             | "Pálidos Olhos Azuis"            | António M. Ribeiro / Rui Padinha / Fernando Delaere / Luís Espírito Santo | 3:55    |  |
| 10.            | "Dão-me Prendas"                 | António M. Ribeiro                                                        | 5:30    |  |
| 11.            | "Ela (como ninguém)"             | António M. Ribeiro                                                        | 5:12    |  |
| 12.            | "Pede ao Pai"                    | António M. Ribeiro                                                        | 4:04    |  |
| Duração total: | Duração total:                   | Duração total:                                                            | 52:73   |  |

## Membros da banda
- António Manuel Ribeiro (vocal e guitarra)
- Rui Padinha (guitarra)
- Fernando Delaere (baixo)
- Luís Espírito Santo (bateria)

Convidados
- Né Ladeiras (vocal) [6]
- Paulo Marinho (gaita de foles) [6]